# De Sol a Sol
De Sol a Sol (1976) é um documentário de média-metragem,  um filme colectivo da Cinequipa que ilustra o movimento de ocupação de terras incultas de Coruche e do Couço.

## Sinopse
Os latifúndios de Coruche e do Couço, no Ribatejo, terras abandonadas pelos seus proprietários, são ocupadas pelos camponeses. Os sindicatos agrícolas da região recrutam a mão-de-obra necessária para fazer a apanha do tomate, que será tratado numa cooperativa do vale do Sorraia.
Na perspectiva dos trabalhadores rurais, o trabalho agrícola dependerá da Reforma Agrária. Por ela lutam firmemente os camponeses.

## Ficha técnica
- Realização e produção –  Cinequipa (filme colectivo)
- Formato – 16 mm p/b
- Género – documentário (cinema militante)
- Duração – 45’
- Distribuição – Cinequipa

## Enquadramento histórico
A obra, pelo seu propósito interventivo, enquadra-se na categoria de cinema militante, prática recorrente dos Kinoks portugueses da geração dos anos setenta. Em curtas, médias e longas-metragens, explorando os métodos do cinema directo, ocupando o seu espaço entre as obras pioneiras do novo cinema, o género prolifera no terreno fértil de Portugal, na segunda metade da década.

## Festivais
- Mostra de Cinema de Intervenção – Portugal 76 (Estoril)